# جغرافيا ليسوتو
ليسوتو هي دولة حبيسة جبلية تقع في أفريقيا الجنوبية، في النصف الجنوبي من الكرة الأرضية. هي إحدى الدول الثلاث المغلقة بشكل كامل بدولة واحدة فهي محاطة بجنوب أفريقيا. الطول الإجمالي لحدود الدولة 909 كم. تغطي ليسوتو مساحة حوالي 30,355 كم مربع.
إن أبرز حقيقة جغرافية عن ليسوتو، أنها الدولة الوحيدة المستقلة في العالم التي تقع كليًا فوق 1,000 متر في الارتفاع. أخفض نقطة فيها ترتفع 1,400 متر عن سطح البحر، مما يجعلها أعلى أخفض نقطة في العالم لدولة ما. مناخ ليسوتو أكثر برودة من المناطق الأخرى في نفس خط العرض بسبب ارتفاعها، ويمكن تصنيفه في المناخات القارية.

## الموقع

موقع ليسوتو بالنسبة لأفريقيا وفي الإطار موقعها بالنسبة للعالم

ليسوتو بلد في أفريقيا الجنوبية، وتقع عند خط عرض حوالي 29°30 جنوبًا وبخط طول 28°30 شرقًا. تحتل ليسوتو المرتبة 140 بين دول العالم حسب المساحة، بمساحة إجمالية قدرها 30355 كم مربع، منها نسبة مئوية ضئيلة مغطاة بالماء. وعندما تقارن مساحة ليسوتو بالولايات المتحدة الأمريكية فإنها تعتبر أصغر قليلا من ولاية ماريلاند. ومقارنة بالوطن العربي، تفوق مساحة ليسوتو مساحة فلسطين التاريخية بقليل. تحيط جنوب أفريقيا بليسوتو تماما وهي إحدى ثلاث دول مغلقة بشكل كامل ضمن دولة واحدة إضافة إلى الفاتيكان في إيطاليا وسان مارينو أيضًا في إيطاليا. طول حدود ليسوتو الإجمالي 909 كم. تقع ليسوتو في وسط جنوب أفريقيا مائلة للشرق. حالة ليسوتو بأنها دولة مغلقة يعني أنها تعتمد بشكل كبير على جنوب أفريقيا. أقرب ميناء شحن رئيسي لليسوتو هو ديربان.

## الجغرافيا الطبيعية

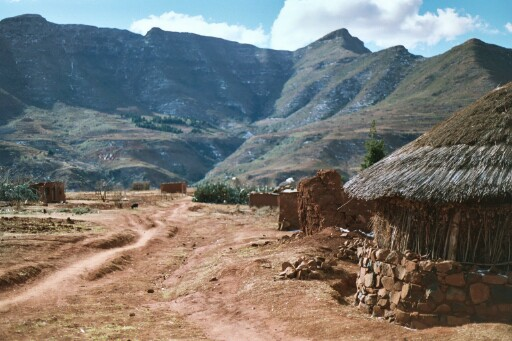
قرية من قرى ليسوتو على المرتفعات

يمكن تقسيم ليسوتو إلى ثلاث مناطق جغرافية: الأراضي المنخفضة عند الضفة الجنوبية لنهر كاليدون وفي وادي نهر سينك، المرتفعات في سلاسل دراكنزبرغ ومالوتي الجبلية في الأجزاء الشرقية والوسطى من البلاد، والسفوح التي تشكل الفجوة بين السهول والمرتفعات. أخفض نقطة هي ملتقى نهر ماخالينغ ونهر أورانج بارتفاع 1400 متر وهي أعلى أخفض نقطة في العالم لدولة ما. ليسوتو هي الدولة الوحيدة المستقلة في العالم التي تقع تماما فوق 1000 متر في الارتفاع. أعلى نقطة هي قمة جبل ثابانا نتليانا والذي يصل ارتفاعه إلى 3482 متر. أكثر من 80 % من أراضي ليسوتو تقع فوق ارتفاع 1800 متر
تشكل الأنهار التي تجري في أنحاء ليسوتو جزءا هاما من اقتصاد ليسوتو مع أن نسبة المياه ضئيلة فيها. يأتي جزء كبير من دخل صادرات البلاد من المياه، والكثير من قوتها تأتي من الطاقة الكهرمائية. ينبع نهر أورانج من جبال داركنزبرغ في شمال شرق ليسوتو، ويتدفق على طول البلاد قبل خروجه إلى جنوب أفريقيا في مقاطعة موهيلز هوك في الجنوب الغربي.
تتكون البنية الجيولوجية لليسوتو من حوض كارو، الذي يتكون في الغالب من الصخر الزيتي والحجر الرملي. توجد أراضي الخث في مرتفعات ليسوتو، على نطاق واسع في الجبال قرب الحدود الشرقية. قمة ثابانا نتليانا شبه مغطاة بالسبخات.

## التقسيم الإداري

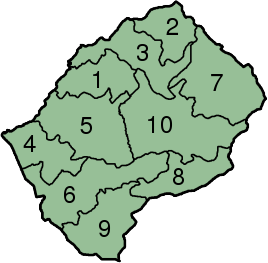
مقاطعات ليسوتو

تقسم ليسوتو إلى 10 مقاطعات، كل مقاطعة لها عاصمة وتعرف عواصم المقاطعات في ليسوتو باسم كامبتاون. تقسم المقاطعات إلى 80 دائرة انتخابية يحوي كل منها 129 مجلس مجتمع محلي.
1. بيريا
2. بوثا-بوث
3. لريب
4. مافتنغ
5. ماسيرو
6. موهيلز هوك
7. موخوتلنغ
8. قاخاز نك
9. قوثنغ
10. ثابا-تسيكا

## المناخ

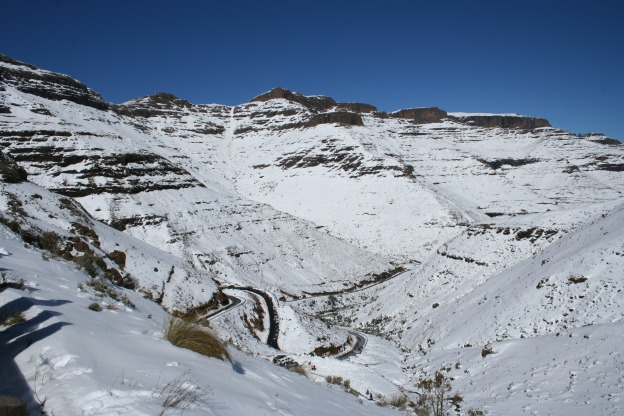
منظر للثلوج في ليسوتو

المناخ أكثر برودة من المناطق الأخرى في نفس خط العرض بسبب ارتفاعها.مناخ ليسوتو مناخ قاري مع صيف حار وشتاء بارد.تصل ماسيرو والسهول المحيطة بها إلى 30 درجة مئوية في كثير من الأحيان في الصيف. تصل درجة حرارة السهول في الشتاء إلى -7 درجة مئوية، بينما تصل درجة حرارة المرتفعات إلى -18 درجة مئوية في بعض الأحيان.
يتراوح هطول الأمطار السنوي بين حوالي 600 ملم في سهول الوديان وحوالي 1200 ملم في الأطراف الشمالية والشرقية عند الحدود مع جنوب أفريقيا. تهطل معظم الأمطار كعواصف رعدية صيفية: 85% من الأمطار السنوية تهطل بين تشرين الأول/أكتوبر ونيسان/أبريل، ويختلف هطول الأمطار من مكان إلى آخر. كما يكون الشتاء -بين أيار/مايو وأيلول/سبتمبر- جافًا نسبيًا. الثلج شائع في المناطق الصحراوية والوديان المنخفضة بين أيار/مايو وأيلول/سبتمبر. وقد يستمر يتساقط الثلوج في القمم العالية على مدار العام. كما أن هناك تباين كبير في كميات الهطول السنوية مما يؤدي إلى مواسم جفاف بشكل دوري.

## الموارد الطبيعية

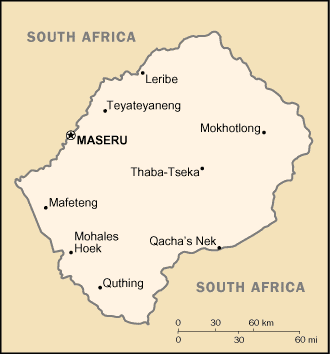
خريطة ليسوتو

تعاني ليسوتو من فقر في الموارد الطبيعية.اقتصاديًا، المورد الأهم هو الماء. يسمح مشروع المياه الخاص بالأراضي العليا بتصدير المياه من نهر ماليباماتسو ونهر ماتسوكو ونهر سينك ونهر سينكيانا إلى جنوب أفريقيا وهو أيضا يولد الطاقة الكهرمائية لإحتياجات ليسوتو. و قد انتهت المرحلة الأولى من المشروع في نيسان/أبريل 2008. وقدرت حسابات المشروع بـ 5% من الناتج المحلي الإجمالي لليسوتو، وعندما يكتمل فإنه يمكن أن يشكل ما يصل إلى 20 في المئة.
المورد المعدني الرئيسي هو الماس من منجم ليتسينج للألماس من جبل مالوتي. بينما المنجم ينتج عددًا قليلًا جدا من المعادن، ولكن لديه أعلى نسبة دولار للقيراط الواحد من أي منجم ألماس في العالم. وقد شملت الموارد المعدنية الأخرى الفحم والجالينا والمرو والعقيق ورواسب اليورانيوم، ولكن لا يعتبر استغلالها تجاريا. يمكن العثور على رواسب الطين في البلاد، وتستخدم لإنتاج البلاط والطوب والسيراميك ولأغراض أخرى.
يشارك الكثير من السكان في زراعة الكفاف ، حتى ولو تم تصنيف فقط 10.71 ٪ من مساحة البلاد والأراضي الصالحة للزراعة و0.13% والمحاصيل الدائمة. وقد تدهور جزء كبير من الأراضي بواسطة تآكل التربة. وتوجد أكثر المزارع خصوبة في السهول الشمالية والوسطى، وفي التلال بين الجبال والسهول. وكذلك قد خسرت ليسوتو مساحات كبيرة من الأراضي الزراعية الخصبة في شمال البلاد -في منطقة فري ستيت في جنوب أفريقيا- لصالح المستعمرين الأوروبيين في الحروب خلال القرن التاسع عشر.

## الأخطار البيئية والطبيعية
وتتعرض ليسوتو لمواسم جفاف دورية. وتعاني ليسوتو ضغطًا سكانيًا مما يؤدي إلى استيطان المناطق الحدودية، ما يتسبب بدوره في زيادة الرعي، وتآكل التربة وإنهاكها، إضافة إلى أنها تعاني من التصحر. وسيتحكم مشروع المياه الخاص بالأراضي العليا في تخزين المياه وإعادة توجيهها إلى جنوب أفريقيا.

### الاتفاقيات التي تشارك فيها الدولة

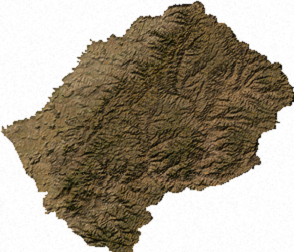
صورة فضائية لليسوتو

شاركت ليسوتو في العديد من الاتفاقيات لمحاربة الأخطار البيئية التي تواجهها وتواجه الدول الأخرى. وهذه الاتفاقيات:
- اتفاقية التنوع البيولوجي.
- اتفاقية الأمم المتحدة المبدئية بشأن التغير المناخي.
- بروتوكول كيوتو عن تغير المناخ.
- اتفاقية الأمم المتحدة لمكافحة التصحر.
- اتفاقية التجارة الدولية في السلالات المهددة بالانقراض.
- اتفاقية بازل المتعلقة بمراقبة حركة المواد الخطرة عبر الحدود والتخلص منها.
- اتفاقية المحافظة على الحياة البحرية.
- اتفاقية فيينا لحماية طبقة الأوزون.
- اتفاقية الأراضي الرطبة ذات الأهمية.

### الاتفاقيات الموقعة غير المقرة
- اتفاقية الأمم المتحدة لقانون البحار.[2][23]

## النقاط المميزة

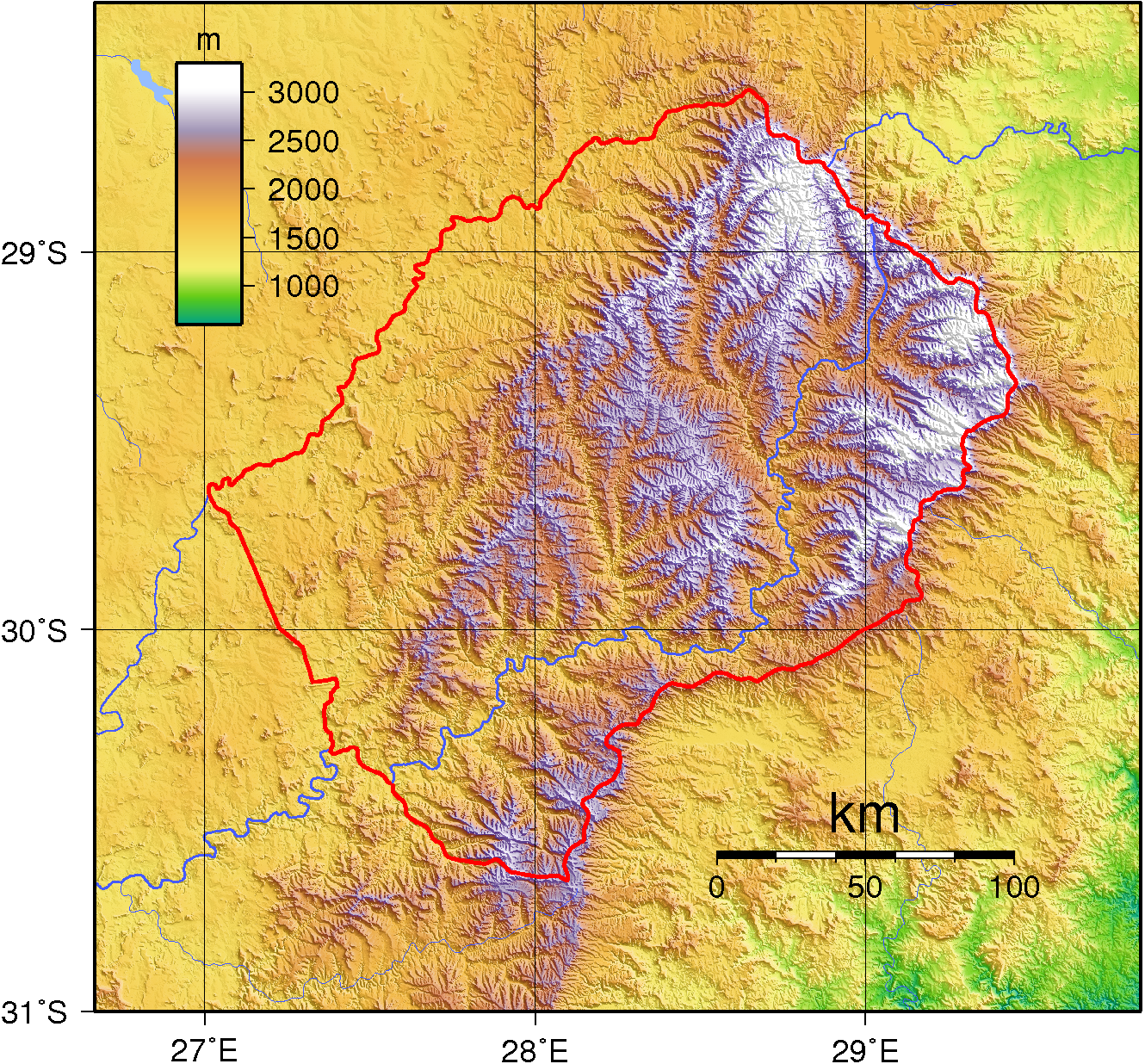
طوبوغرافيا ليسوتو

- أعلى نقطة: جبل نتليانا ثابانا، 3482 متر.
- أخفض نقطة: ملتقى نهر ماخالينغ وأورانج، 1400 متر.
- النقطة الشمالية القصوى: مكان غير معروف في مقاطعة بوثا-بوث على الحدود مع جنوب أفريقيا.
- النقطة الشرقية القصوى: مكان غير معروف في مقاطعة موخوتلنغ على الحدود مع جنوب أفريقيا.
- النقطة الجنوبية القصوى: جبل جرينتول، مقاطعة قوثنغ.
- النقطة الغربية القصوى: مكان غير معروف في مقاطعة مافتنغ على نهر كاليدون على الحدود مع جنوب أفريقيا.[23]

## وصلات خارجية
- خريطة ليسوتو